# 黒土 (弘前市)
黒土（くろつち）は、青森県弘前市の大字で、旧中津軽郡東目屋村国吉の一部。郵便番号は036-1434。

## 地理
当地の北部から東部を、沿うように河川が流れ、北から東にかけて国吉、南は吉川、西は桜庭に接する。

### 小字
小字として大道添・川合・山下・山裾・鎧田がある。

## 歴史

### 沿革
- 1974年（昭和49年） - 国吉の一部から分離、黒土になる。

### 地名の由来
土壌が黒土であることから。

## 世帯数と人口
2017年（平成29年）6月1日現在の世帯数と人口は以下の通りである。
| 大字             | 世帯数 | 人口  |
| ---------------- | ------ | ----- |
| 黒土（小字全域） | 73世帯 | 167人 |

## 施設

### 商業
- 国吉温泉

### 農協
- JAつがる弘前農機センター
- JAつがる弘前目屋購買センター
- JAつがる弘前東目屋りんごセンター

### 公共
- 黒土コミュニティセンター

## 小・中学校の学区
市立小・中学校に通う場合、学区は以下の通りとなる。
| 大字 | 番地 | 小学校               | 中学校               |
| ---- | ---- | -------------------- | -------------------- |
| 黒土 | 全域 | 弘前市立東目屋小学校 | 弘前市立東目屋中学校 |

## 交通
- 弘南バス

上国吉（弘前 - 田代・川原平・大秋線）停留所。